# Liste im Iran vorhandener Dampflokomotiven
Dies ist eine Liste erhaltener Dampflokomotiven auf dem Gebiet des Iran.
Die Bahnstrecken dieses Landes wurden hauptsächlich in Normalspur, im Norden auch in russischer Breitspur errichtet, die allererste Bahn allerdings in Meterspur.

## Breitspurlokomotiven 1524 mm
| Bild | Nummer oder Name | Bauart / Achsfolge | Hersteller | Fabrik-nr. | Baujahr | Historie | Eigentümer / Betreiber / Strecke | Standort | Bemerkungen                     |
| ---- | ---------------- | ------------------ | ---------- | ---------- | ------- | -------- | -------------------------------- | -------- | ------------------------------- |
|      |                  | C t                | Sormovo    | 37946      | 1904    |          |                                  | Täbris   | wurde zuletzt 2019 fotografiert |

## Normalspurlokomotiven
| Bild | Nummer oder Name | Bauart / Achsfolge | Hersteller     | Fabrik-nr. | Baujahr | Historie                    | Eigentümer / Betreiber / Strecke | Standort                   | Bemerkungen |
| ---- | ---------------- | ------------------ | -------------- | ---------- | ------- | --------------------------- | -------------------------------- | -------------------------- | ----------- |
|      | RAI 51.03        | 1’E                | Henschel       | 24054      | 1938    | ex Transiranische Eisenbahn |                                  | Teheran, nahe Hauptbahnhof | [ 4 ]       |
|      | RAI 52.11        | 1’E1’              | Vulcan Foundry | 5972       | 1951    |                             |                                  | Maschhad                   | [ 5 ] [ 6 ] |

## Schmalspurlokomotiven 750 mm
| Bild | Nummer oder Name | Bauart / Achsfolge | Hersteller | Fabrik-nr. | Baujahr | Historie | Eigentümer / Betreiber / Strecke | Standort      | Bemerkungen |
| ---- | ---------------- | ------------------ | ---------- | ---------- | ------- | -------- | -------------------------------- | ------------- | ----------- |
| Foto |                  | B n2t              | O & K (?)  |            |         |          |                                  | Bandar Anzali | [ 7 ]       |

## Schmalspurlokomotiven 1000 mm
| Bild | Nummer oder Name                                     | Bauart / Achsfolge | Hersteller | Fabrik-nr. | Baujahr | Historie                                           | Eigentümer / Betreiber / Strecke | Standort                          | Bemerkungen |
| ---- | ---------------------------------------------------- | ------------------ | ---------- | ---------- | ------- | -------------------------------------------------- | -------------------------------- | --------------------------------- | ----------- |
|      | Teheran-Abd-al-Azim-Eisenbahn (Rey-Eisenbahn)        | C n2t              | Tubize     | ?          | ?       | Tubize-Herstellerangabe: "CF et Tramways en Perse" |                                  | Arak, Waggonwerk WAPCO            | [ 8 ]       |
|      | Teheran-Abd-al-Azim-Eisenbahn (Rey-Eisenbahn), Lok 3 | C n2t              | Tubize     | 664        | 1887    | Tubize-Herstellerangabe: "CF et Tramways en Perse" |                                  | Teheran, Pârk-e Mellat            | [ 9 ]       |
|      | Teheran-Abd-al-Azim-Eisenbahn (Rey-Eisenbahn)        | C n2t              | Tubize     | ?          | ?       | Tubize-Herstellerangabe: "CF et Tramways en Perse" |                                  | Teheran, Pârk-e Kosar             | [ 10 ]      |
|      | Teheran-Abd-al-Azim-Eisenbahn (Rey-Eisenbahn), Lok 4 | C n2t              | Tubize     | 665        | 1887    | Tubize-Herstellerangabe: "CF et Tramways en Perse" |                                  | Teheran, Shar-e Rey Metro Station | [ 11 ]      |